# Кременчугская табачная фабрика
Кременчугская табачная фабрика (укр. Кременчуцька тютюнова фабрика) — промышленное предприятие в городе Кременчуг Полтавской области.

## История
Табачная фабрика в уездном городе Кременчуг Полтавской области, Украина  начала работу в сентябре 1842 года и в дальнейшем стала одним из ведущих предприятий города.
Начавшийся в 1900 году экономический кризис ухудшил положение рабочих фабрики, в феврале 1903 года они начали забастовку, которая была прекращена прибывшей на предприятие полицией
После начала первой мировой войны положение предприятия осложнилось в связи с сокращением посевов технических культур (в том числе, табака).
После Февральской революции в марте 1917 года в городе был создан Совет рабочих депутатов и началась организация профсоюзов. В марте 1918 года был создан профсоюз рабочих-табачников. В дальнейшем, по решению горсовета на предприятиях города был введён восьмичасовой рабочий день.
25 марта 1918 года город оккупировали немецкие войска (остававшиеся здесь до ноября 1918 года). В дальнейшем Кременчуг находился в зоне боевых действий гражданской войны, власть в городе несколько раз менялась, но после окончания войны фабрика возобновила деятельность.
После начала Великой Отечественной войны в городе были созданы истребительные батальоны и отряды народного ополчения, в состав которых вступили рабочие предприятий города (в том числе, табачной фабрики). После того как 7 августа 1941 года немецкие войска вышли к Кременчугу, они участвовали в обороне города вместе с частями РККА. С 8 сентября 1941 года до 29 сентября 1943 года Кременчуг был оккупирован немецкими войсками. После окончания боевых действий началось восстановление фабрики и уже спустя 20 дней после освобождения города она возобновила работу и дала первую продукцию — махорку.
В 1965 году на улице 1905 года был установлен памятник погибшим на войне работникам Кременчугской табачно-махорочной фабрики (обелиск с мемориальной доской, на которой перечислены имена работников).
После провозглашения независимости Украины государственное предприятие было преобразовано в арендное предприятие, в 1993 году оно было продано американской табачной компании «R.J. Reynolds Tobacco».
В 2000 году фабрика перешла в собственность компании «JTI-Україна» (филиала подразделения «JT International» корпорации «Japan Tobacco»).
В конце июня 2005 года фабрика освоила выпуск двух новых марок сигарет с фильтром («Золотой лист» и «Львов»), которые появились в продаже в июле 2005 года.
Начавшийся в 2008 году экономический кризис осложнил деятельность других предприятий и организаций Полтавской области, в результате в 2009 году фабрика стала крупнейшим налогоплательщиком на территории области, в период с 1 января до 17 сентября 2009 года обеспечившим почти половину всех налоговых отчислений. В 2009 году была закрыта Черкасская табачная фабрика (оборудование которой было перемещено на Кременчугскую табачную фабрику).
2012 год фабрика завершила с прибылью 364,38 млн гривен, 2013 год — с прибылью 536,527 млн гривен.
2016 год фабрика завершила с убытком 48,13 млн гривен.
По состоянию на начало октября 2017 года фабрика входила в число десяти крупнейших налогоплательщиков Украины.

## Современное состояние
Фабрика производит сигареты марок Camel, Winston, Glamour, Monte Carlo, LD, Sobranie.